# Петър Вероноски
Петър Вероноски (на македонска литературна норма: Петар Вероноски) е офицер, генерал-майор от СФРЮ.

## Биография
Роден е на 21 май 1932 г. в Охрид в семейството на Спиро и Фросина. Основно и средно образование (гимназия) завършва в родния си град. През 1952 г. завършва Военната академия на Сухопътните войски на ЮНА. Службата си започва като командир на взвод в Целие. Последователно служи като командир на специална единица, началник на сигурността на дивизия, командир на батальон, началник-щаб на дивизия и бригада. През 1964 г. завършва Команднощабна академия и Школа за национална отбрана през 1974 г. Отделно е бил началник на отделение за бойна готовност в трета армия, командир на дивизия, командир на атбраната на Скопие и началник на Републиканския щаб на Република Македония. Служи в гарнизоните в Целие (1951 – 1962), Пивка (1964 – 1967), Марибор (1967 – 1973), Скопие (1973 – 1974; 1985 – 1991), Струмица (1974 – 1979), Куманово (1979 – 1980), Битола (1980 -1985). Излиза запаса през 1991 г.

## Военни звания
- Подпоручик (1951)
- Поручик (1954)
- Капитан (1957)
- Капитан 1 клас (1959)
- Майор (1964)
- Подполковник (1971)
- Полковник (?)
- Генерал-майор (1989)

## Награди
- Медал за военни умения;
- Орден за военни заслуги със сребърни мечове;
- Орден на Народната армия със сребърна звезда;
- Орден за военни заслуги със златни мечове;
- Орден на Народната армия със златна звезда;
- Орден на Републиката със сребърен венец;
- Орден на братството и единството со сребрен венец;
- Медал за 20 години ЮНА;
- Медал за 30 години ЮНА;
- Медал на труда;
- Медал за 40 години ЮНА;
- Медал за 30 години от победата над фашизма.